# HD 21018
HD 21018，又名BD+04 532，SAO 111161、HR 1023，是一颗恒星，视星等为6.38，位于銀經177.72，銀緯-41.26，其B1900.0坐标为赤經3h 18m 23.2s，赤緯+4° -41.26′ 34″。